# كرشيمير تشوسيتش
كرشيمير تشوسيتش (بالكرواتية: Krešimir Ćosić) مواليد 26 نوفمبر 1948 في زغرب، جمهورية كرواتيا الاشتراكية، جمهورية يوغوسلافيا الاشتراكية الاتحادية - الوفاة 25 مايو 1995، كان لاعب كرة سلة كرواتي تحول إلى التدريب بعد الاعتزال بدأ مسيرته الاحترافية في سنة 1965. تم اختياره من قبل فريق لوس أنجلوس ليكرز خلال الدرافت. بلغ طوله 6 قدم 11 بوصة (2.1 م). مثّل منتخب بلاده. شارك في دورة الألعاب الأولمبية الصيفية سنة 1968. اعتزل اللعب في 1983. دخل قاعة نايسميث التذكارية لمشاهير كرة السلة.

## سجل المنافسة
شارك في المنافسات التالية (كلاعب أو مدرب):
- بطولة أمم أوروبا لكرة السلة 1987
- بطولة أمم أوروبا لكرة السلة 1981
- بطولة أمم أوروبا لكرة السلة 1979
- بطولة أمم أوروبا لكرة السلة 1977
- بطولة أمم أوروبا لكرة السلة 1975
- بطولة أمم أوروبا لكرة السلة 1973
- بطولة أمم أوروبا لكرة السلة 1971
- بطولة أمم أوروبا لكرة السلة 1969
- بطولة أمم أوروبا لكرة السلة 1967
- الألعاب الأولمبية الصيفية 1980
- الألعاب الأولمبية الصيفية 1976
- الألعاب الأولمبية الصيفية 1972
- الألعاب الأولمبية الصيفية 1968

## روابط خارجية
- كرشيمير تشوسيتش على موقع الاتحاد الدولي لكرة السلة (الإنجليزية)
- كرشيمير تشوسيتش على موقع سبورتس رفرنس (الإنجليزية)
- كرشيمير تشوسيتش على موقع كرة السلة الأوروبية.كوم (الإنجليزية)
- كرشيمير تشوسيتش على موقع كلية كرة السلة في سبورتس رفرنس.كوم (الإنجليزية)
- كرشيمير تشوسيتش على موقع ريلجم (الإنجليزية)
- كرشيمير تشوسيتش على موقع بروبوليرز (الإنجليزية)
- كرشيمير تشوسيتش على موقع قاعة المشاهير الجامعة الوطنية لكرة السلة (الإنجليزية)
- كرشيمير تشوسيتش على موقع سبورتس رفرنس (الإنجليزية)
- كرشيمير تشوسيتش على موقع اللجنة الأولمبية الدولية (الإنجليزية)
- كرشيمير تشوسيتش على موقع أوليمبيديا (الإنجليزية)